# João V de Drascanaquerta
João V de Drascanaquerta (em armênio: Հովհաննես Ե Դրասխանակերտցի; romaniz.: Hovhannes Ye Drasχanakertts’i; 845, Drascanaquerta, Airarate, Reino da Armênia - 929, Vaspuracânia, Reino da Armênia), também chamado de João V, o Historiador, foi católico da Armênia de 897 a 925 e um notável cronista e historiador. 

## Vida
O pouco que se sabe sobre a vida católico João vem de suas próprias obras escritas. Ele alegou ter nascido em Drasquequerte (Drascanaquerta), que foi identificado de várias maneiras com a moderna Ashtarak ou colocado perto do gavar de Siracena no ascar de Airarate (historiadores armênios medievais posteriores afirmaram que era de Garni ou Dúbio). Era parente de seu antecessor como católico, Mastósio I, com quem estudou. O pontificado de João coincidiu com os reinados dos reis Bagrátidas Simbácio I e Asócio II, que lutaram contra a dominação árabe na Armênia. O católico desempenhou papel importante na consolidação da Armênia Bagrátida. Ele sempre tentou desempenhar o papel de pacificador entre Asócio II e seus vassalos rebeldes e frequentemente fazia missões diplomáticas aos vizinhos da Armênia.
Depois de devolver o catolicato a Dúbio, uma vez que havia sido recuperado dos árabes, o transferiu novamente para Vaspuracânia por volta de 924, fugindo do exército Sájida. Lá, passou os últimos anos de sua vida. De acordo com as tradições locais, João foi enterrado em Vaspuracânia, no mosteiro de Zoroi ou no mosteiro de Altamar. É conhecido por sua História da Armênia e também é o autor de uma lista de católicos armênios intitulada Shar Hayrapetatsʻn Hayotsʻ.